# Sven Nieuwpoort
Sven Nieuwpoort (Den Helder, 13 aprile 1993) è un ex calciatore olandese, di ruolo difensore.

## Caratteristiche tecniche
È un terzino destro.

## Carriera

### Club
Cresciuto nelle giovanili dell'Ajax, ha esordito il 18 gennaio 2013 con la maglia dell'Almere City in occasione di un match di campionato perso 1-0 contro l'Helmond Sport.

### Nazionale
Ha giocato nella nazionale olandese Under-19.

## Statistiche

### Presenze e reti nei club
Statistiche aggiornate al 7 giugno 2018.
| Stagione               | Squadra                | Campionato             | Campionato | Campionato | Coppe nazionali | Coppe nazionali | Coppe nazionali | Coppe continentali | Coppe continentali | Coppe continentali | Altre coppe | Altre coppe | Altre coppe | Totale | Totale | Totale |
| Stagione               | Squadra                | Comp                   | Pres       | Reti       | Comp            | Pres            | Reti            | Comp               | Pres               | Reti               | Comp        | Pres        | Reti        | Pres   | Reti   |        |
| ---------------------- | ---------------------- | ---------------------- | ---------- | ---------- | --------------- | --------------- | --------------- | ------------------ | ------------------ | ------------------ | ----------- | ----------- | ----------- | ------ | ------ | ------ |
| gen.-giu. 2013         | Almere City            | 1D                     | 15         | 0          | CO              | 0               | 0               |                    | -                  | -                  |             | -           | -           | 15     | 0      |        |
| ago. 2013              | Jong Ajax              | 1D                     | 3          | 0          |                 | -               | -               |                    | -                  | -                  |             | -           | -           | 3      | 0      |        |
| 2013-2014              | Almere City            | 1D                     | 31         | 2          | CO              | 1               | 0               |                    | -                  | -                  |             | -           | -           | 32     | 2      |        |
| Totale Almere City     | Totale Almere City     | Totale Almere City     | 46         | 2          |                 | 1               | 0               |                    | -                  | -                  |             | -           | -           | 47     | 2      |        |
| 2014-2015              | Go Ahead Eagles        | ED                     | 27         | 1          | CO              | 2               | 0               |                    | -                  | -                  |             | -           | -           | 29     | 1      |        |
| 2015-2016              | Go Ahead Eagles        | 1D                     | 18         | 0          | CO              | 1               | 0               | UEL                | 2                  | 0                  |             | -           | -           | 21     | 0      |        |
| Totale Go Ahead Eagles | Totale Go Ahead Eagles | Totale Go Ahead Eagles | 45         | 1          |                 | 3               | 0               |                    | 2                  | 0                  |             | -           | -           | 50     | 1      |        |
| 2016-2017              | De Graafschap          | 1D                     | 29         | 1          | CO              | 1               | 0               |                    | -                  | -                  |             | -           | -           | 30     | 1      |        |
| 2017-2018              | De Graafschap          | 1D                     | 34+3       | 1+0        | CO              | 1               | 0               |                    | -                  | -                  |             | -           | -           | 38     | 1      |        |
| Totale carriera        | Totale carriera        | Totale carriera        | 160        | 5          |                 | 6               | 0               |                    | 2                  | 0                  |             | -           | -           | 168    | 5      |        |

## Palmarès

### Club

#### Competizioni nazionali
- Eerste Divisie: 1

Cambuur: 2020-2021